# ريتشارد باريت لوي
ريتشارد باريت لوي (بالإنجليزية: Richard Barrett Lowe) هو ضابط أمريكي، ولد في 8 يوليو 1902 في ماديسون في الولايات المتحدة، وتوفي في 16 أبريل 1972 في الإسكندرية في الولايات المتحدة.